# 미나미아소촌
미나미아소촌(일본어: 南阿蘇村)은 일본 구마모토현 북동부, 아소산 칼데라의 남부의 미나미아소 지역(난고 계곡)에 있는 아소군의 촌이다.

## 지리

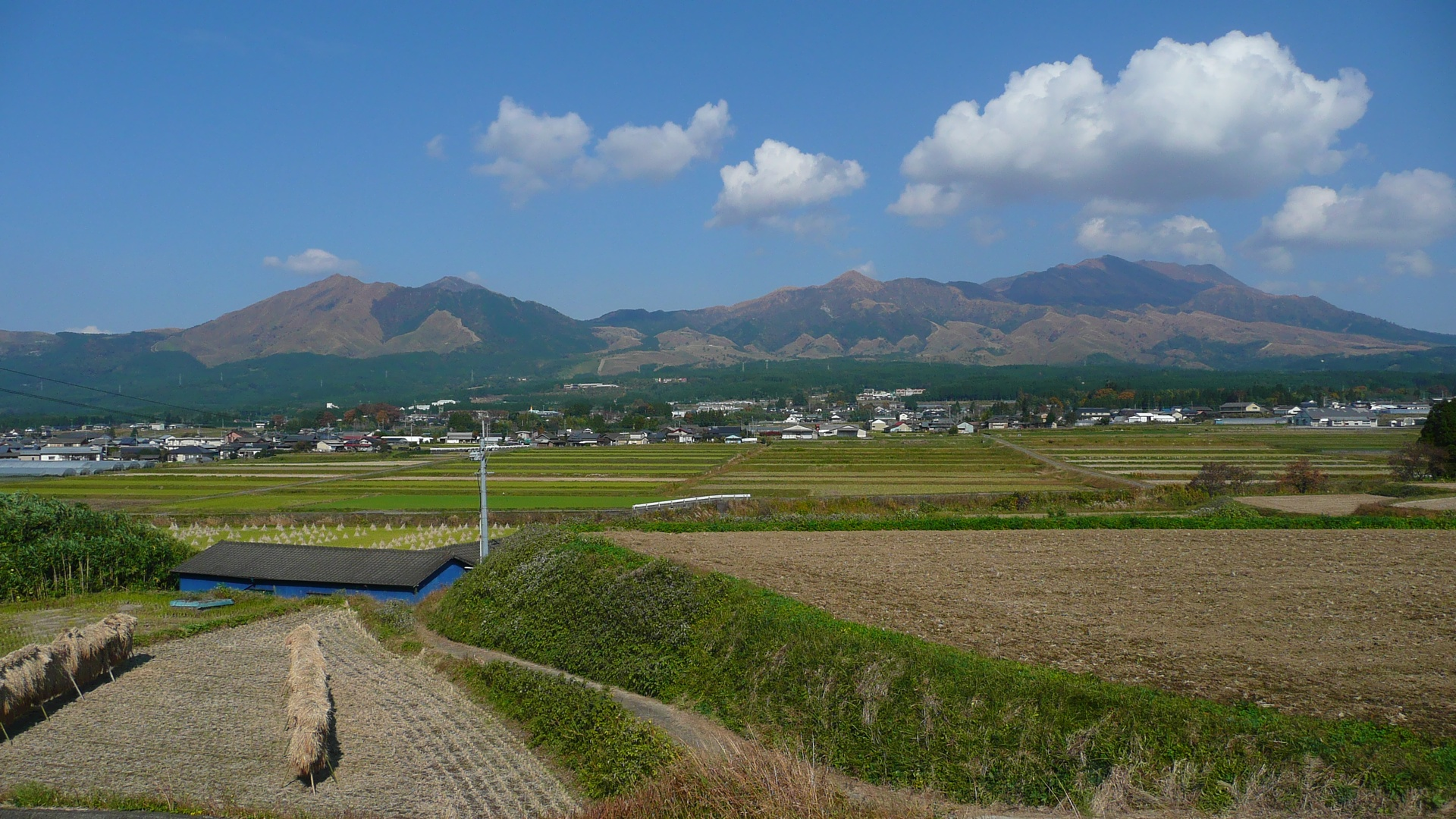
미나미아소촌 히사이시에서 본 아소산

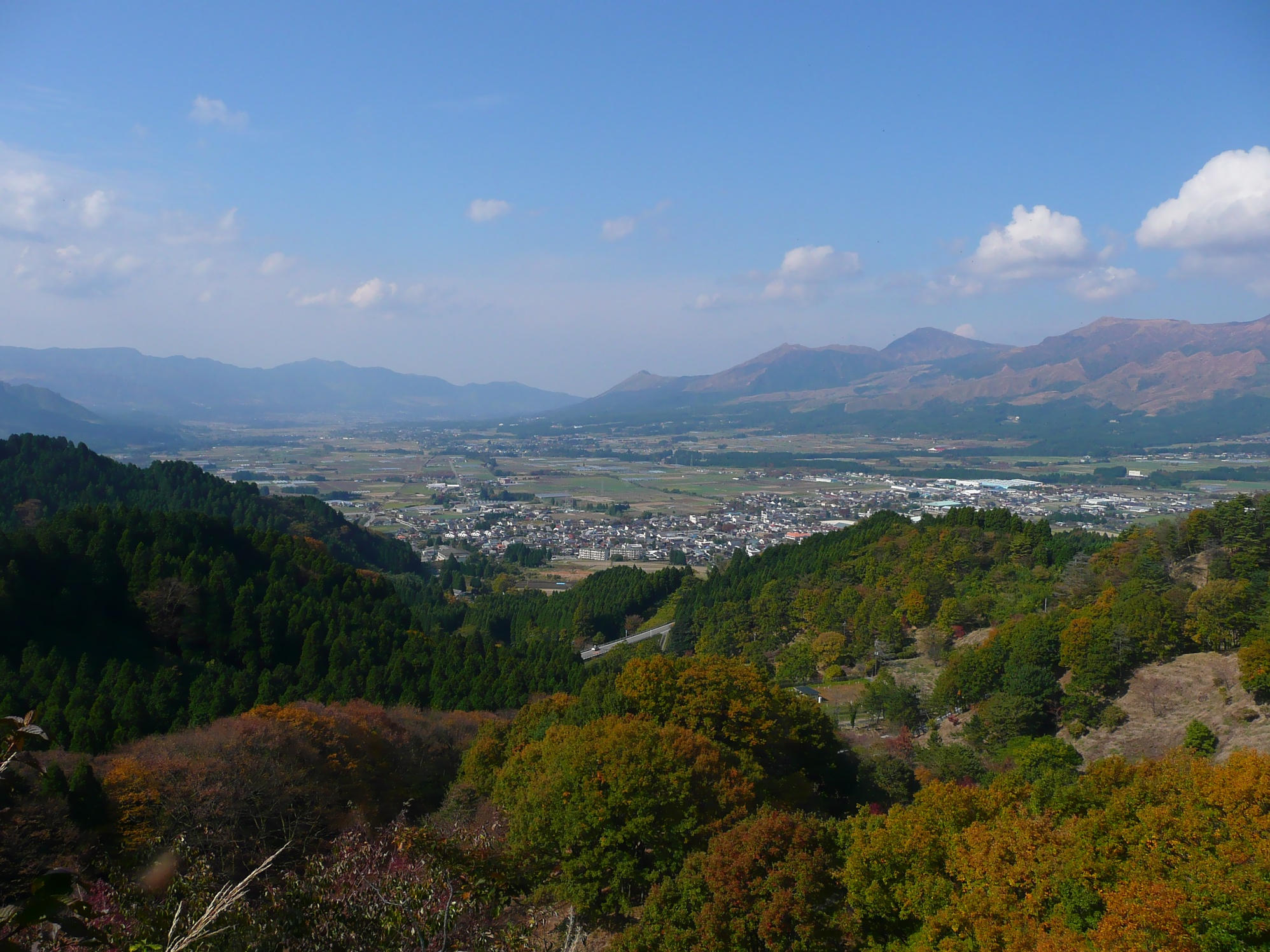
다카모리 고개(다카모리정)에서 본 난고 계곡

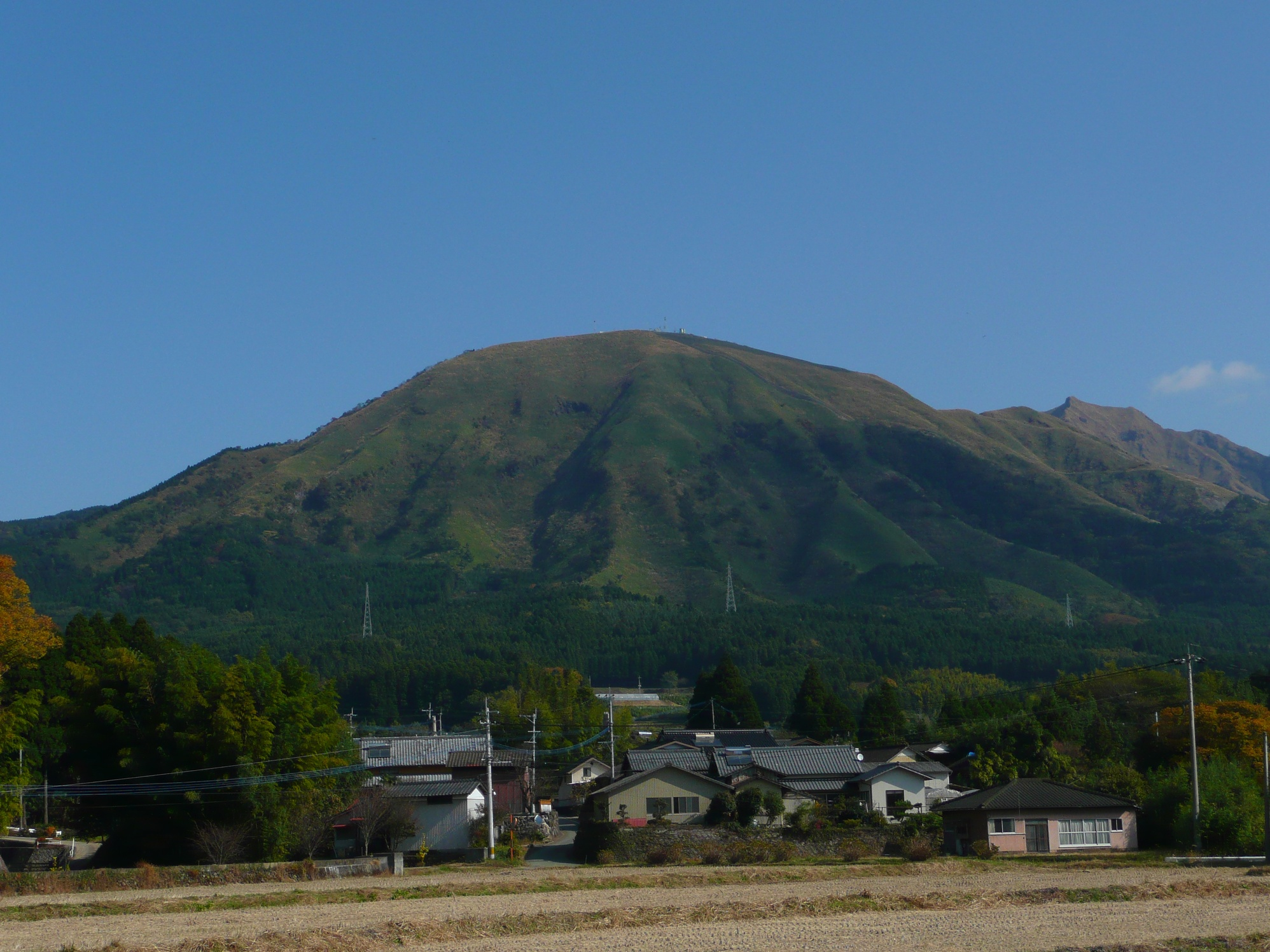
요미네산

아소산 칼데라의 남부 아소 5악과 외륜산에 끼어 있는 난고 계곡에 위치한다. 중앙을 동쪽에서 서쪽으로 흐르는 시라카와강 양측에는 주택지, 상업지, 경지의 대부분이 펼쳐져 있다. 해발 600m 이상은 대부분이 산림, 원야가 차지하고 북쪽은 아소산상, 구사센리, 화구원을 묶는 선상으로 구분되어 있다. 서쪽의 다테노가코세 근처가 아소 외륜산이 끊어지는 곳에서 칼데라의 입구가 되고 있으며 여기서 시라카와강이 아소 골짜기를 북쪽에서 흘러오는 구로카와강과 합류해 구마모토 평야로 내려간다.

## 인접한 자치체
- 아소시
- 아소군 다카모리정, 니시하라촌
- 가미마시키군 야마토정
- 기쿠치군 오즈정

## 역사
- 1889년 4월 1일 - 정촌제 시행으로 아소군 조요촌·하쿠스이촌·구기노촌이 성립하였다.
- 2005년 2월 13일 - 아소군 조요촌·하쿠스이촌·구기노촌이 합병해 미나미아소촌이 성립하였다.

## 교통

### 철도
- 규슈 여객철도 호히 본선
- 미나미아소 철도 다카모리선

### 도로
- 국도 57호선
- 국도 325호선